# Myrica cerifera
Myrica cerifera é uma espécie de árvore ou arbusto grande nativo das Américas Central e do Norte e do Caribe. Pode ser usada em jardins, na fabricação de velas, e como planta medicinal.